# Kanton Mandelieu-la-Napoule
Der Kanton Mandelieu-la-Napoule ist ein französischer Wahlkreis im Département Alpes-Maritimes in der Region Provence-Alpes-Côte d’Azur. Er umfasst fünf Gemeinden im Arrondissement Grasse. Durch die landesweite Neuordnung der französischen Kantone wurde er 2015 neu geschaffen.

## Gemeinden
Der Kanton besteht aus fünf Gemeinden mit insgesamt 39.660 Einwohnern (Stand: 1. Januar 2022) auf einer Gesamtfläche von 64,93 km²:
| Gemeinde                    | Einwohner 1. Januar 2022 | Fläche km² | Dichte Einw./km² | Code INSEE | Postleitzahl |
| --------------------------- | ------------------------ | ---------- | ---------------- | ---------- | ------------ |
| Auribeau-sur-Siagne         | 3.346                    | 5,48       | 611              | 06007      | 06810        |
| La Roquette-sur-Siagne      | 5.552                    | 6,31       | 880              | 06108      | 06550        |
| Mandelieu-la-Napoule        | 21.201                   | 31,37      | 676              | 06079      | 06210        |
| Pégomas                     | 8.143                    | 11,28      | 722              | 06090      | 06580        |
| Théoule-sur-Mer             | 1.418                    | 10,49      | 135              | 06138      | 06590        |
| Kanton Mandelieu-la-Napoule | 39.660                   | 64,93      | 611              | 0613       | –            |

## Politik
| Vertreter im Departementrat | Vertreter im Departementrat | Vertreter im Departementrat |
| Amtszeit                    | Namen                       | Partei                      |
| --------------------------- | --------------------------- | --------------------------- |
| 2015–                       | Henri Leroy Michèle Paganin | UD                          |